# Freeling (South Australia)
Freeling ist eine kleine Stadt in South Australia etwa 60 km nördlich von Adelaide mit 2516 Einwohnern (Stand 2021). Der Ort befindet sich in hügeligem Farmland, das als das beste Australiens gilt. Das Gebiet ist das Anbauzentrum für Getreide in Australien, in dem sich auch ein landwirtschaftliches Ausbildungs- und Forschungszentrum in Roseworthy befindet, einem kleinen Ort unweit von Freeling. Die Agpoint, ein großer landwirtschaftlicher Zulieferer, ist in Freeling ansässig.
Freeling ist durch die Fernsehserie McLeods Töchter auch in Deutschland bekannt geworden, da Freeling der Drehort für fast alle Filmscenen einer ländlichen Stadt in dieser Serie ist.

## Geschichte

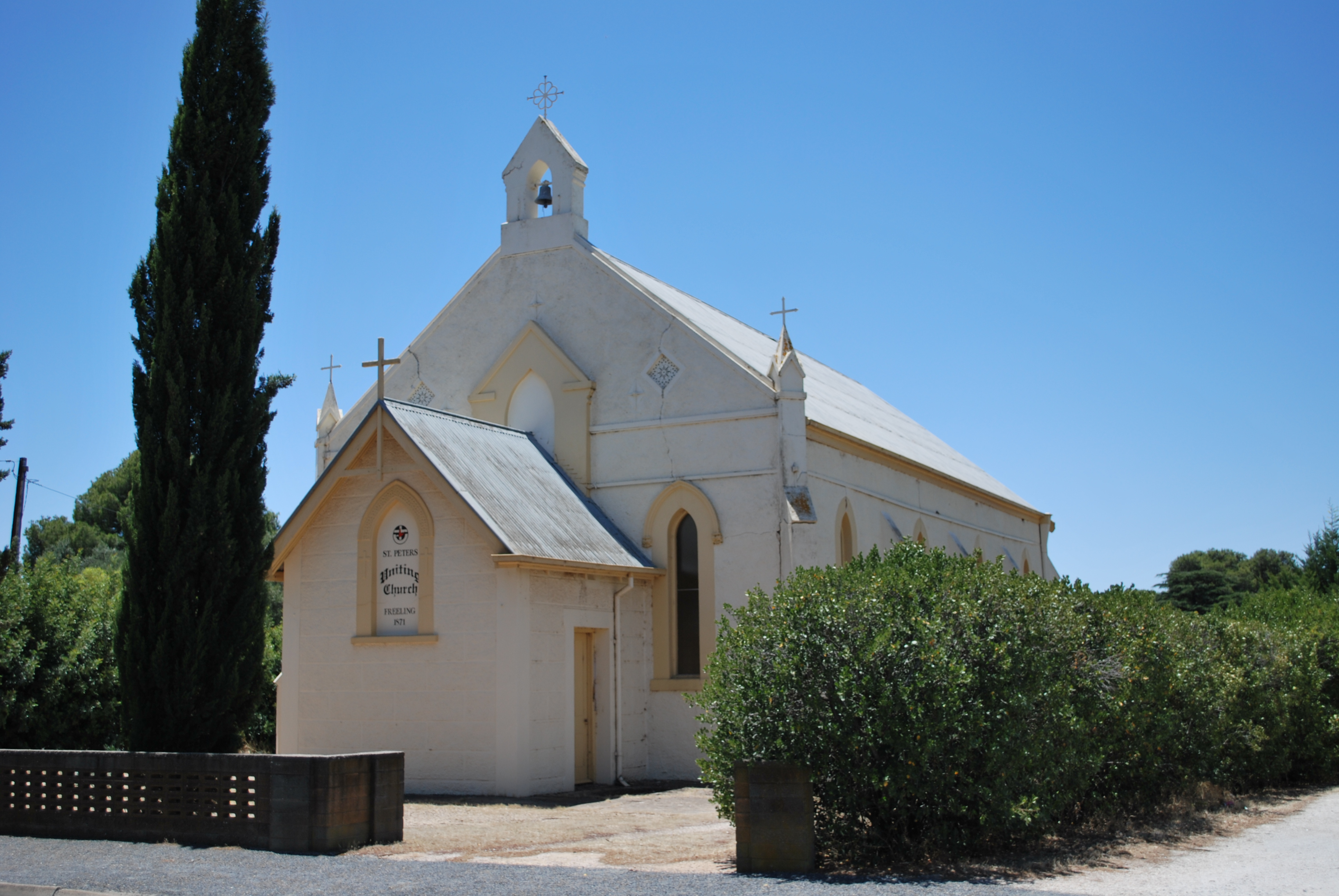
Freelings St Peter’s Uniting Church

Gegründet wurde Freeling 1860 von Robert Stephenson und nach Sir Arthur Henry Freeling benannt, dem Generalmajor von South Australia von 1849 bis 1861. Freeling wurde 1860 zu einem Haltepunkt der Eisenbahn zwischen Gawler und Kapunda. In Freeling befindet sich das Freeling Hotel, das Railway Hotel (heute Gungellan Hotel) und die St Peter’s Uniting Church, die alle in den ersten Jahren der Ortsgründung gebaut wurden.
Der Ort beherbergt Vereine für Australian Football, Netball, Cricket, Bowls, Basketball und Tennis.
Wegen der Fernsehserie kommen zahlreiche Touristen in den Ort, es gibt auch geführte Touren zu den bekannten Drehorten des Fernsehfilms.
Unweit von Freeling befindet sich das Barossa Valley, ein bekanntes Weinanbaugebiet Australiens.